# Кардариган (VII век)
Кардариган (греч. Καρδαριγάν) — сасанидский военачальник в начале VII века, который участвовал в византийско-сасанидской войне 602—628 годов. Его обычно отличают от другого персидского военачальника с тем же именем, который действовал в 580-х годов. Название на самом деле является почётным титулом и означает «чёрный ястреб».

## Биография
Когда персидский шах Хосров II объявил войну против византийского узурпатора Фоки, он послал Кардаригана вместе с Фарруханом Шахрваразом против византийских позиций в Армении и Анатолии (ок. 607/608 года). Согласно отражённому в «Хроники» Феофана Исповедника сирийскому источнику, силы Кардаригана, как говорят, захватили многие города, завоевали Армению и прошли через Каппадокию, Галатию и Пафлагонию, достигнув Халкидона и византийской столицы Константинополь в 608 году или 609 году. Эта информация, однако, считается неточной современными учёными.
Кардариган вновь появляется в 626 году в качестве второго командующего персидской армией при Шахрбаразе, отправленном принять участие в совместной с аварами осаде Константинополя. После уничтожения византийцами флота славянских подданных аваров, персы были вынуждены сыграть пассивную роль в осаде, которая была отбита. В этот момент Хосров II направил Кардаригану письмо, приказав ему убить Шахрбараза, принять командование армией и вернуть её в Персию. Письмо было перехвачено византийцами, которые изменили его, чтобы показать, что Хосров приказал казнить не менее 400 офицеров армии. Это вызвало восстание против Хосрова, и Шахрбараз и его армия заключили союз с византийским императором Ираклием I.
После этого Кардариган поддержал Шахрбараза против Хосрова II. Однако в 629 году, после свержения Хосрова, Шахрбараз убил законного шаха, мальчика-правителя Ардашира III и сам занял трон. Кардариган выступил против своего бывшего командира, но был побеждён и убит.